# Adelges schneideri
Adelges schneideri är en insektsart. Adelges schneideri ingår i släktet Adelges och familjen barrlöss. Inga underarter finns listade i Catalogue of Life.